# Бруйце (гмина)
Бруйце (пол. Brójce) — сельская гмина (волость) в Польше, входит как административная единица в Восточно-Лодзинский повет, Лодзинское воеводство. Население — 5301 человек (на 2004 год).

## Соседние гмины
1. Гмина Андресполь
2. Гмина Чарноцин
3. Гмина Колюшки
4. Лодзь
5. Гмина Рокицины
6. Гмина Жгув
7. Гмина Тушин